# سبورت أنكاش
سبورت أنكاش هو نادي كرة قدم بيروفي أٌسس عام 1967. يلعب النادي في دوري الدرجة الثانية البيروفي ‏.